# Lal Gopalganj Nindaura
Lal Gopalganj Nindaura – miasto w północnych Indiach w stanie Uttar Pradesh, na Nizinie Hindustańskiej.
Populacja miasta w 2001 roku wynosiła 22739 mieszkańców.